# Callopistria imparata
Callopistria imparata är en fjärilsart som beskrevs av Walker 1865. Callopistria imparata ingår i släktet Callopistria och familjen nattflyn. Inga underarter finns listade i Catalogue of Life.